# Fawn (fiume Canada)
Il Fawn è un fiume del Canada lungo 380 chilometri. Nasce da lago nel nord dell'Ontario ed è un affluente del fiume Severn. 
| Controllo di autorità | VIAF (EN) 110148570787224312709 |